# き裂

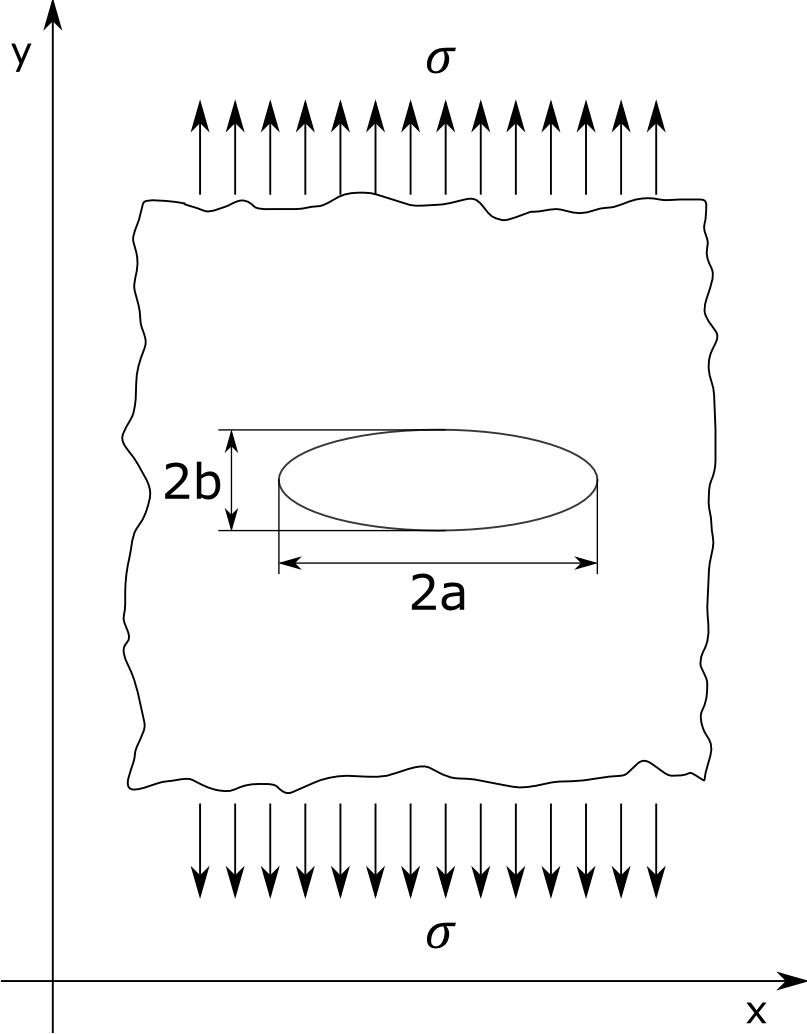
図1

材料工学においてき裂（きれつ、亀裂、Crack）とは、材料に生じた欠陥で、その先端の局所的な領域で原子面の分離が生じた破壊の状態をいう。弾性論の観点からは、先端部の曲率半径が半径0である切り欠きとみなせる。破壊力学においては、原子面間隔を曲率半径の下限値として考察する。
き裂を有する材料に荷重を与えると、き裂の先端近傍には著しく高い応力集中が発生する。先端部は降伏し塑性変形する。グリフィス理論によると、き裂に与えられるエネルギー（エネルギー解放率）が、材料の破壊靱性を上回ると、き裂はその長さを伸ばしていく。これをき裂進展という。き裂進展が始まると、き裂は急速に成長していき、短時間のうちに材料を破壊する。
弾性体を仮定して、き裂周囲の理論的な応力分布を求めると先端に特異点が生じるため、き裂の応力集中係数は評価できない。代わりに塑性変形を考慮した応力拡大係数によって、その応力分布が特徴づけられる。この応力拡大係数を創出したのはジョージ・ランキン・アーウィンであり、流体力学で萌芽した座標変換技術を応用し、簡潔なき裂の進展における式を提示した。
{\displaystyle K=\sigma {\sqrt {\pi a}}}
図1に示すようにσはその部材にかかる平均的応力であり、その応力方向に垂直に内包された長さaのき裂がもつ駆動力であるK（応力拡大係数）を示すことで、どのサイズの欠陥を検出すれば強度の安全性が守られるかが理論的に示される。